# Communauté d’agglomération du Centre de la Martinique
Die Communauté d’agglomération du Centre de la Martinique ist ein Gemeindeverband mit der Rechtsform einer Communauté d’agglomération im französischen Überseedépartement Martinique. Sie wurde am 27. Dezember 2000 gegründet und umfasst vier Gemeinden. Der Sitz befindet sich in Fort-de-France.

## Mitgliedsgemeinden
| Gemeinde                                              | Einwohner 1. Januar 2022 | Fläche km² | Dichte Einw./km² | Code INSEE | Postleitzahl |
| ----------------------------------------------------- | ------------------------ | ---------- | ---------------- | ---------- | ------------ |
| Fort-de-France                                        | 75.165                   | 44,21      | 1.700            | 97209      | 97200, 97234 |
| Le Lamentin                                           | 39.346                   | 62,32      | 631              | 97213      | 97232        |
| Saint-Joseph                                          | 16.470                   | 43,29      | 380              | 97224      | 97212        |
| Schœlcher                                             | 19.342                   | 21,17      | 914              | 97229      | 97233        |
| Communauté d’agglomération du Centre de la Martinique | 150.323                  | 170,99     | 879              | –          | –            |